# Jokkmokk
Jokkmokk este un oraș în Suedia.

## Demografie
| \| Evoluția demografică a zonei urbane Jokkmokk, 1970–2015 \| Evoluția demografică a zonei urbane Jokkmokk, 1970–2015 \| Evoluția demografică a zonei urbane Jokkmokk, 1970–2015 \| Evoluția demografică a zonei urbane Jokkmokk, 1970–2015 \| Evoluția demografică a zonei urbane Jokkmokk, 1970–2015 \| \| --------------------------------------------------------------------------------------- \| ------------------------------------------------------- \| ------------------------------------------------------- \| ------------------------------------------------------- \| ------------------------------------------------------- \| \| An \| \| \| Locuitori \| \| \| 1970 \| 1970 \| \| 2.966 \| 2.966 \| \| 1975 \| 1975 \| \| 3.186 \| 3.186 \| \| 1980 \| 1980 \| \| 3.256 \| 3.256 \| \| 1990 \| 1990 \| \| 3.393 \| 3.393 \| \| 1995 \| 1995 \| \| 3.365 \| 3.365 \| \| 2000 \| 2000 \| \| 3.201 \| 3.201 \| \| 2005 \| 2005 \| \| 2.976 \| 2.976 \| \| 2010 \| 2010 \| \| 2.786 \| 2.786 \| \| 2015 \| 2015 \| \| 2.794 \| 2.794 \| \| Sursa: SCB - Statistika Centralbyrån, Folkmängden per tätort. Vart femte år 1960 - 2016 \| \| \| \| \| |      |  |           |       |
| Evoluția demografică a zonei urbane Jokkmokk, 1970–2015 |      |  |           |       |
| An |      |  | Locuitori |       |
| 1970 | 1970 |  | 2.966     | 2.966 |
| 1975 | 1975 |  | 3.186     | 3.186 |
| 1980 | 1980 |  | 3.256     | 3.256 |
| 1990 | 1990 |  | 3.393     | 3.393 |
| 1995 | 1995 |  | 3.365     | 3.365 |
| 2000 | 2000 |  | 3.201     | 3.201 |
| 2005 | 2005 |  | 2.976     | 2.976 |
| 2010 | 2010 |  | 2.786     | 2.786 |
| 2015 | 2015 |  | 2.794     | 2.794 |
| Sursa: SCB - Statistika Centralbyrån, Folkmängden per tätort. Vart femte år 1960 - 2016 |      |  |           |       |